# Mahlón
Mahlón (“debilitarse, enfermar”) es un personaje bíblico del Antiguo Testamento. Era hijo de Elimélec y Noemí. A causa de una hambruna que ocurrió en el tiempo de los jueces, se mudó junto con sus padres de Belén de Judá a Moab, donde contrajo matrimonio con Rut, una moabita. Sin embargo, murió sin dejar descendencia. Rut regresó a Judá con su suegra, y en conformidad con la ley del levirato, se casó con Boaz. De la línea familiar que resultó de esta unión descendieron David.
- Datos: Q9026972